# Kolja Malik

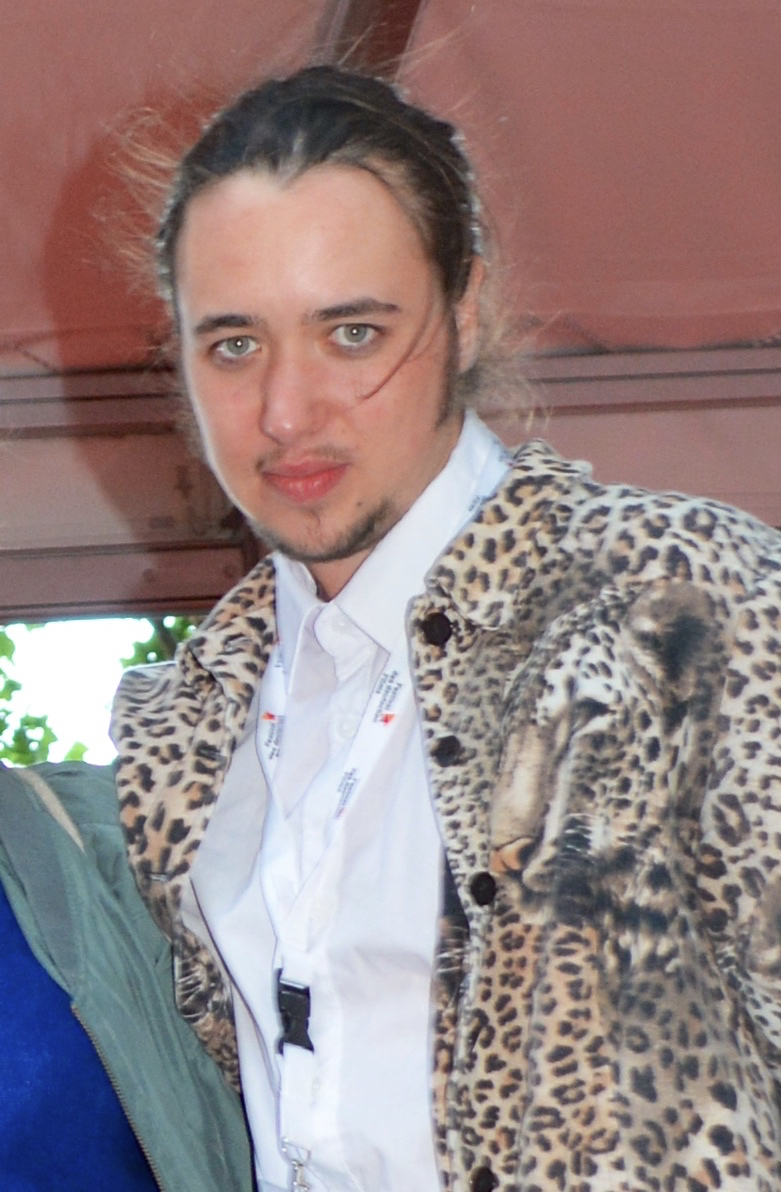
Kolja Malik vor der Premiere von Und am Ende sind alle allein auf dem Festival des deutschen Films 2015.

Kolja Malik (* 1990 in Berlin) ist ein deutscher Filmregisseur und Drehbuchautor.

## Leben
Kolja Malik begann sehr früh damit, Drehbücher zu schreiben und sie zum Teil selbst zu verfilmen. 2008 belegte er mit dem experimentellen 3-Minüter Beduinen des Westens den 1. Platz beim Deutschen Jugendvideopreis sowie den 2. Preis beim Bundesfestival deutscher Film-Autoren. Sein 50-Minüter Burn it down wurde auf der Filmschau Baden-Württemberg 2012 für den Jugendfilmpreis nominiert.
Im Alter von 21 Jahren begann Malik mit der Arbeit an seinem Langfilm-Debüt Und am Ende sind alle allein, dessen Premiere 2015 beim Festival des deutschen Films stattfand und das Anfang 2016 in den Kinos startete.
2017 drehte Malik den mittellangen Spielfilm Storkow Kalifornia mit Daniel Roth, Lana Cooper und Franziska Ponitz, der im Februar 2018 die Sektion Perspektive Deutsches Kino der Internationalen Filmfestspiele Berlin (Berlinale) eröffnete und in der Short Film Corner der Internationalen Filmfestspielen von Cannes 2018 zu sehen war.
Er ist der Bruder der Schauspielerin Julia Malik.

## Filmografie
- 2008: Beduinen des Westens (Experimentalfilm)
- 2011: Burn it down
- 2013: Seensucht (Kurzspielfilm)
- 2013: Ans Meer (Kurzspielfilm)
- 2015: Und am Ende sind alle allein
- 2018: Storkow Kalifornia (Kurzfilm)
- 2023: LasVegas

## Auszeichnungen
- 2009: Deutscher Jugendvideopreis[6]
- 2009: Silbermedaille Bund deutscher Filmautoren[7]
- 2012: Nominierung Jugendfilmpreis[8]
- 2015: Nominierung Filmkunstpreis[9]